# Justus Heinrich Zusch
Justus Heinrich Zusch (* 13. Mai 1783 in Kassel; † 10. September 1850 ebenda) war ein deutscher Maler und Zeichner.

## Leben
Justus Heinrich Zusch war Schüler an der Kasseler Kunstakademie. Seit 1809 war Zusch Zeichenlehrer an der Kunstakademie in Kassel und wurde 1832 dort zum Professor ernannt. 1835 gehörte er zu den Mitbegründern des Kunstvereins für Kurhessen.